# Miguel León-Portilla

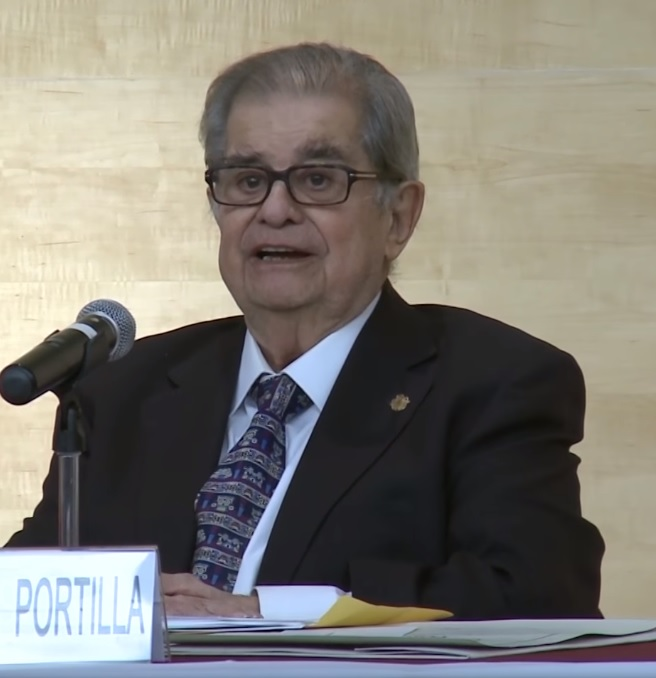
Miguel León-Portilla (2016)

Miguel León-Portilla (* 22. Februar 1926 in Mexiko-Stadt; † 1. Oktober 2019) war ein mexikanischer Historiker, Anthropologe und Philosoph, dessen Spezialgebiet die Geschichte der Indios bildete, insbesondere die Philosophie und Literatur der Nahua.

## Leben
Miguel León-Portilla war ein Schüler des mexikanischen katholischen Priesters, Philologen und  Historikers Ángel María Garibay (1892–1967).
Sein wohl bekanntestes Werk trägt in der deutschen Übersetzung den Titel Rückkehr der Götter. Die Aufzeichnungen der Azteken über den Untergang ihres Reiches. Zur mexikanischen Buchreihe Sepan cuantos des Verlags Librería Porrúa beispielsweise leistete er verschiedenartige Beiträge als Autor, Verfasser von Einführungen, Vorworte, Studien usw., darunter zu den Bänden: (143) Historia de la Antigua o Baja California von Francisco Javier Mariano Clavigero (1731–1787) (mit dem Relación histórica de la vida y apostólicas tareas del venerable padre Fray Junípero Serra von Francisco Palou), (278) Idea de una nueva historia general de la América Septentrional von Lorenzo Boturini Benaducci, (626) Historia de la literatura náhuatl von Ángel María Garibay. Auch an der Reihe Biblioteca del Estudiante Universitario der Nationalen Autonomen Universität von Mexiko (UNAM) hat er mitgewirkt.

## Ehrungen
1995 wurde Miguel León-Portilla in die National Academy of Sciences gewählt. Im selben Jahr wurde ihm die Medalla Belisario Domínguez del Senado de la República verliehen, 2000 durch die spanische Regierung der Premio Bartolomé de las Casas, 2006 der Silvert Award.

## Publikationen (Auswahl)
Als Autor und Herausgeber
- La filosofía náhuatl. Estudiada en sus fuentes. Instituto Indigenista Interamericano, Mexiko-Stadt 1956 (und weitere 10 Auflagen).
  - Das vorspanische Denken Mexikos. Die Nahuatl-Philosophie. Botschaft der Vereinigten Mexikanischen Staaten, 1970 (= Mexikanische Studien, Bd. 7).
- Visión de los vencidos. Relaciones indígenas de la conquista. Editorial de la Universidad Nacional Autónoma, Mexiko-Stadt 1959.
  - deutsche Übersetzung: Rückkehr der Götter. Die Aufzeichnungen der Azteken über den Untergang ihres Reiches. Herausgegeben von Miguel León-Portilla und Renate Heuer. Aus dem Náhuatl von Angel Maria Garibay Kintana. Middelhauve, Köln 1962.
  - englische Übersetzung: The Broken Spears: The Aztec Account of the Conquest of Mexico. 1962.
- La historia del Tohuenyo. Narración erótica náhuatl. In: Estudios de cultura Nahuatl, Bd. 1 (1959), Nr. 8, S. 95–112.
- Los antiguos mexicanos a través de sus crónicas y cantares. Fondo de Cultura Economica, Mexiko-Stadt 1961.
- El reverso de la conquista. Relaciones aztecas, mayas e incas. Mortiz, Mexiko-Stadt 1964.
- Las Literaturas Precolombinas de Mexico (= Colección Pormaca, Bd. 5). Editorial Pormaca, Mexiko-Stadt 1964.
  - englische Übersetzung: Pre-Columbian Literatures of Mexico. Ins Englische übersetzt von Grace Lobanov und dem Autor. University of Oklahoma Press, Oklahoma 1969.
- (mit Alfonso Villa Rojas): Tiempo y realidad en el pensamiento maya. Ensayo de acercamiento. Instituto de Investigaciones Historicas, Universidad Nacional Autónoma de Mexico, Mexiko-Stadt 1968.
- México-Tenochtitlan, su espacio y tiempos sagrados. Inst. Nacional de Antropología e Historia, Mexiko-Stadt 1979.
- (Hrsg.): Native Meso-American Spirituality: Ancient Myths, Discourses, Stories, Doctrines, Hymns, Poems from the Aztec, Yucatec, Quiche-Maya and Other Sacred Traditions (Reihe Classics of Western Spirituality). Paulis Press, New York 1980, ISBN 0-8091-2231-6.
- La multilingüe toponimia de México. Sus estratos milenarios. Centro de Estudios de Historia de México, Mexiko-Stadt 1983.
- Hernán Cortés y la mar del Sur. Instituto de Cooperación Iberoamericana, Madrid 1985, ISBN 84-7232-376-5.
- Cantos y crónicas del México antiguo (= Crónicas de América, Bd. 24). Historia 16, Madrid 1986, ISBN 84-7679-003-1 (online).
- Cartografía y crónicas de la Antigua California. Editorial de la Universidad Nacional Autónoma, Mexiko-Stadt 1989, ISBN 968-6115-06-4.
- Quince poetas del mundo náhuatl. Editorial Diana, Mexiko-Stadt 1994, ISBN 968-13-2624-5.
  - deutsche Übersetzung: Fünfzehn Dichter aus der aztekischen Welt. Lit, Münster 2011, ISBN 978-3-643-50240-7.[3]
- La flecha en el blanco. Francisco Tenamaztle y Bartolomé de las Casas en lucha por los derechos de los indigenas 1541–1556. Editorial Diana, Mexiko-Stadt 1995, ISBN 968-13-2812-4.
- Anthologie nahuatl (Reihe Collection UNESCO d'oeuvres représentatives – Témoignages littéraires de Mexique indigène). L'Harmattan, Paris 1996, ISBN 2-7384-4836-4.
- Bernardino de Sahagún, pionero de la antropología. Universidad Nacional Autónoma de México, Instituto de Investigaciones Históricas / El Colegio Nacional, Mexiko-Stadt 1999, ISBN 968-36-7064-4.
  - englische Übersetzung: Bernardino de Sahagun. First Anthropologist. 2012.
- Teatro náhuatl. Prehispánico, colonial y moderno. El Colegio Nacional, Mexiko-Stadt 2019.